# Loretto und Friedhof
Das Gebiet Loretto und Friedhof ist ein vom Landratsamt Balingen am 12. Januar 1960 durch Verordnung ausgewiesenes Landschaftsschutzgebiet auf dem Gebiet der Stadt Geislingen im Zollernalbkreis.

## Lage
Das Landschaftsschutzgebiet liegt nördlich von Binsdorf. Das Gebiet gehört größtenteils zum Naturraum Südwestliches Albvorland.

## Landschaftscharakter
Das Gebiet reicht vom Binsdorfer Friedhof im Süden hinauf auf den Loretoberg und weiter bis zur Gemarkungsgrenze zwischen Binsdorf und Gruol. Das Gebiet ist zum größten Teil bewaldet. An der Loretokapelle befindet sich eine kleine Streuobstwiese, östlich des Friedhofs und entlang der Friedhofsallee befinden sich einige Wiesen, teilweise mit Nasswiesencharakter.

## Zusammenhängende Schutzgebiete
Im Südosten grenzt das FFH-Gebiet Gebiete zwischen Bisingen, Haigerloch und Rosenfeld an.